# Monte Bishop
Il Monte Bishop è una montagna dell'Antartide, alta 3020 m, situata circa 3 km a sud dell'Ahmadjian Peak, nella catena montuosa dei Monti della Regina Alessandra, nella Dipendenza di Ross.
La denominazione è stata assegnata dal Comitato consultivo dei nomi antartici (US-ACAN) nel 1966 in onore dello scalatore ed esploratore americano Barry Chapman Bishop (1932-1994), sottotenente dell'United States Air Force (USAF), osservatore nella Spedizione antartica argentina (1956-57), membro dello staff del Programma Antartico degli Stati Uniti d'America nel 1958 e 1959; membro della spedizione americana che riuscì a scalare l'Everest il 22 maggio 1962.